# کبوتر نیوزیلندی
کبوتر نیوزیلندی (نام علمی: Hemiphaga novaeseelandiae) نام یک گونه از تیره کبوتر است.